# Vetrișoaia
Vetrișoaia è un comune della Romania di 3 440 abitanti, ubicato nel distretto di Vaslui, nella regione storica della Moldavia. 
Il comune è formato dall'unione di 2 villaggi: Bumbăta e Vetrișoaia.